# Vera (film)
 (novembre 2022).
Si vous disposez d'ouvrages ou d'articles de référence ou si vous connaissez des sites web de qualité traitant du thème abordé ici, merci de compléter l'article en donnant les références utiles à sa vérifiabilité et en les liant à la section « Notes et références ».
Pour les articles homonymes, voir Vera.
Pour plus de détails, voir Fiche technique et Distribution.
Vera est un film brésilien réalisé par Sergio Toledo, sorti en 1986,.

## Synopsis
Anderson (nom de naissance « Vera ») est un homme trans qui vit dans un établissement correctionnel pour jeunes. Après avoir écrit un livre en vers sur sa vie de jeune homme troublé, il rencontre un homme bienveillant et instruit, qui l'aide. L'homme lui permet même de passer du temps chez lui et lui propose un emploi de stagiaire dans son bureau. En accord avec son identité de genre, il commence à s'habiller en homme, tombant finalement amoureux d'une femme et passant pour cisgenre auprès de sa famille. Le film se concentre ensuite sur la personnalité et les sentiments d'Anderson jusqu'à sa mort tragique.

## Fiche technique
- Titre : Vera
- Réalisation : Sergio Toledo
- Scénario : Sergio Toledo d'après le roman d'Anderson Bigode Herzer
- Photographie : Rodolfo Sánchez
- Musique : Arrigo Barnabé (en)
- Pays d'origine : Brésil
- Format : Couleurs - Mono
- Genre : drame
- Date de sortie : 1986

## Distribution
- Ana Beatriz Nogueira : Vera
- Raul Cortez : Professeur Paulo
- Aida Leiner : Clara
- Carlos Kroeber : Directeur de l'institution
- Norma Blum

## Récompense
- Ours d'argent de la meilleure actrice pour Ana Beatriz Nogueira à la Berlinale 1987